# Lepeophtheirus alvaroi
Lepeophtheirus alvaroi is een eenoogkreeftjessoort uit de familie van de Caligidae. De wetenschappelijke naam van de soort is voor het eerst geldig gepubliceerd in 2012 door Suárez-Morales & Gasca.